# برنامج رانجر

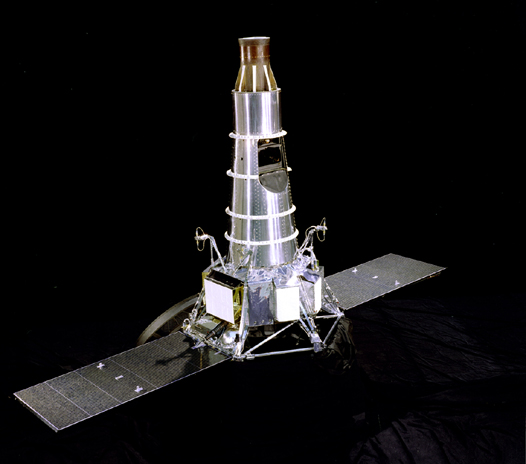
مركبة رانجر

برنامج رانجر (بالإنجليزية: Ranger program)‏ برنامج الولايات المتحدة للقمر خلال الأعوام (1961 - 1965)
برنامج رانجر كان عبارة عن بعثات فضائية غير مأهولة قامت بها الولايات المتحدة للحصول على صور لسطح القمر
صُمِّمَت المركبات الفضائية لتطير مباشرة نحو القمر في مهمات انتحارية لتصوير سطح القمر وتقوم بارسال الصور إلى الأرض حتى لحظة الأصطدام بسطح القمر ابتداء البرنامج فعليا في 23 أغسطس عام 1961 واستمر إلى اخر رحلة وكانت في 21 مارس 1965 . كل مركبة كانت تحمل على متنها ست كاميرات.

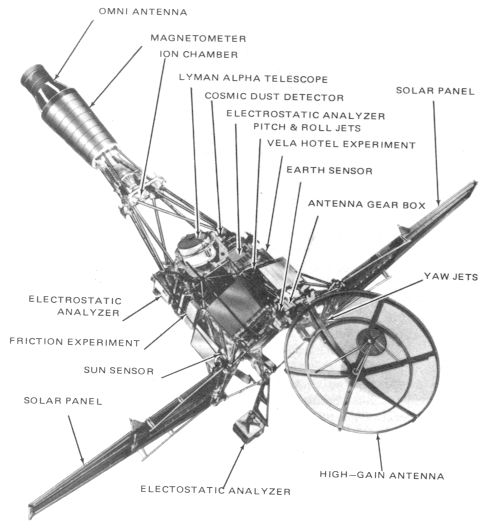
رسم تخطيطي لمركبات رانجر

## ملخص رحلات رانجر
```
Block I Ranger 
```

رانجر 1، 2 تسمى بلوك 1 من إصدارات المركبة
- رانجر 1

أطلقت في 23 أغسطس 1961
فشل في ترك مدار الأرض.
- رانجر 2

أطلقت في 18 نوفمبر 1961
فشل في ترك مدار الأرض.
```
Block II Ranger
```

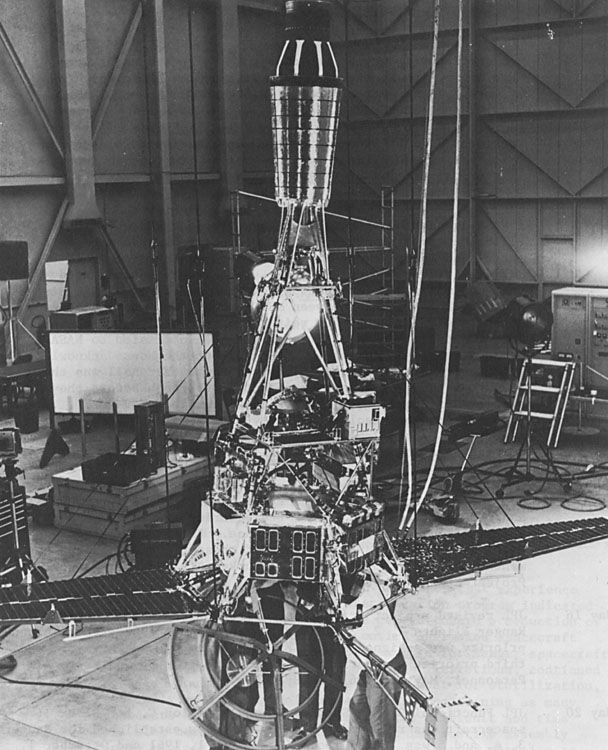
مركبة رانجر 1 قبل الاطلاق

رانجر 3، 4 , 5 تسمى بلوك 2 من إصدارات المركبة
- رانجر 3

أطلقت في 26 يناير 1962
فقد الاتصال بالمركبة واخطات القمر بمسافة 36,800 كلم
- رانجر 4

أطلقت في 23 أبريل 1962
فشل في برنامج المركبة، اصطدمت بالقمر في 26 أبريل 1962
- رانجر 5

أطلقت في 18 أكتوبر 1962
فقد الاتصال بالمركبة، واخطات القمر بمسافة 725 كم
- رانجر 6

أطلقت في 30 يناير 1964
فشل في الكاميرات، واصطدمت بالقمر 2 فبراير 1964
```
Block 3 Ranger 
```

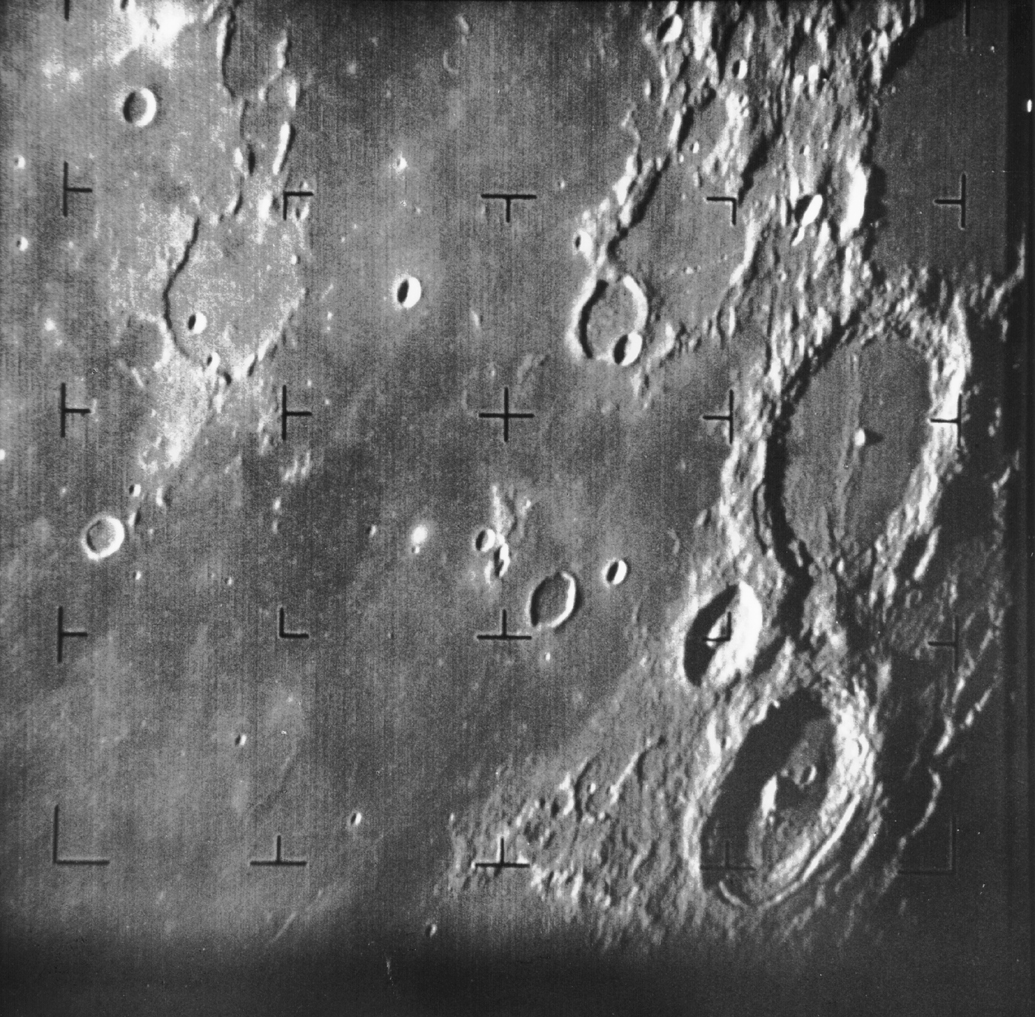
اول صورة للقمر من رانجر 7

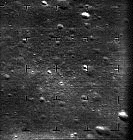
صورة من رانجر 7

رانجر 6، 7، 8، و 9 تسمى بلوك 3 من إصدارات المركبة.
- رانجر 7

أطلقت في 28 يوليو 1964
وصلت إلى القمر في 31 يوليو
و التقطت الصورة الأولى في 13:08:45 UT على ارتفاع 2110 كم
و ارسلت 4,308 صورة من نوعية الممتازة على مدى 17 دقيقة من نهائية الرحلة.
واخر صورة تم التقاطها قبل الاصطدام بنصف متر.
- رانجر 8

أطلقت في 17 فبراير 1965
اصطدمت بالقمر 20 فبراير 1965 في 09:57:37 UT
في منطقة بحر السكون
التقطت الصورة الأولى في 09:34:32 UT على ارتفاع 2510 كم.
وعدد الصور التي ارسلتها للأرض بلغ 7,137
- رانجر 9

اطلقت في 21 مارس 1965
اصطدمت بالقمر 24 مارس 1965 في 14:08:20 UT
1. ↑  Cortright Oral History (p25) ملف pdf نسخة محفوظة 05 سبتمبر 2017 على موقع واي باك مشين.

- (1961 - 1965)
- Lunar Impact: A History of Project Ranger (PDF) 1977
- Lunar Impact: A History of Project Ranger (HTML)
- Ranger Program Page by NASA's Solar System Exploration
- Exploring the Moon: The Ranger Program
- Ranger Photography of the Moon Lunar and Planetary Institute
- NASA History Series Publications (many of which are on-line)